# Scolitantides ultraornata
Scolitantides ultraornata är en fjärilsart som beskrevs av Ruggero Verity 1937. Scolitantides ultraornata ingår i släktet Scolitantides och familjen juvelvingar. Inga underarter finns listade.